# Julia Rosso
Pour les articles homonymes, voir Rosso.
Julia Rosso-Richetto, née le 25 octobre 1993 à Marseille, est une judokate et une samboïste française.

## Carrière
Elle participe au tournoi féminin des moins de 52 kg aux Jeux olympiques de la jeunesse d'été de 2010 à Singapour, sans obtenir de médaille.
Elle remporte la médaille d'argent dans la catégorie des moins de 52 kg aux Championnats du monde de sambo 2019 à Cheongju.